# サイバースペースの原理
サイバースペースの原理（サイバースペースのげんり）とは、M. ベネディクト (Benedikt) によって記述されたサイバースペースが満たすべき、つぎのような 7 つの要件 (西尾らの訳にもとづく) のことである。
排他の原理 (Principle of Exclusion)
空間内で同じ時間、同じ場所に、2 つのものを置くことはできない。
最大排他の原理 (Principle of Maximal Exclusion)
サイバースペースを構築する際には、空間の構成要素のさまざまな属性のうち、排他の原理をできるだけ犯さないような属性を選んで空間を構成する軸とする。
不偏の原理 (Principle of Indifference)
時間は、ユーザがアクセスしているかどうかに依存せず、不偏に進んでいく。 ユーザにとって思い通りにいかないことがあるからこそ、それだけリアリティを感じるものである。
スケールの原理 (Principle of Scale)
ユーザの動きの最大速度は、そのユーザに見える世界が複雑になればなるほど、小さくすべきである。
交通の原理 (Principle of Transit)
2 点間の移動は、間に存在するすべてのポイントを経由して行い、移動距離に応じたコストを付与しなければならない。
個人の可視性の原理 (Principle of Personal Visibility)
自分の周りにいるユーザはかならず見えるようにし、逆に自分の姿は周りにいるユーザから見えていなければならない。
共通性の原理 (Principle of Commonality)
ある人が見える空間やものは別の人からもそれに対応するものとして相応に見えなければならない。